# Polinices heros
Polinices heros är en snäckart som beskrevs av Thomas Say 1822. Polinices heros ingår i släktet Polinices och familjen borrsnäckor. Inga underarter finns listade i Catalogue of Life.